# Камасинська мова

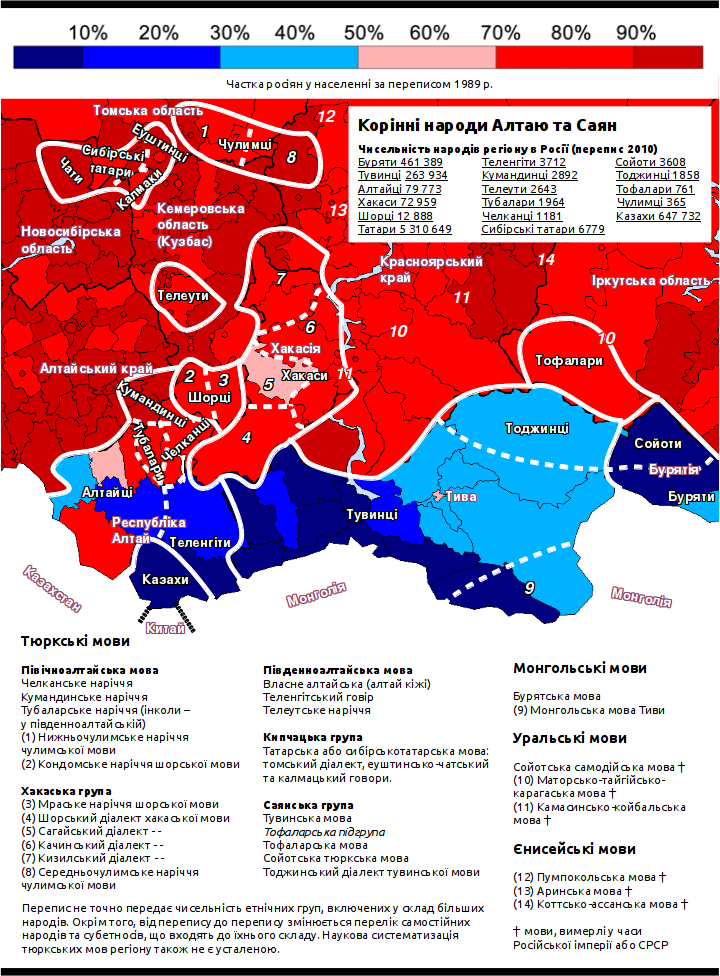
Вимерлі південносамодійські мови на етнографічній карті Південного Сибіру

Камасинська мова — вимерла в XX столітті мова народу камасинців (Камасів, кангаласців, Койбал, самоназва:калмажі,кангмаджі), які населяли північні відроги Саянських гір  і належали до групи народностей та племен під загальною назвою саянські самодійці. Належала до південної підгрупи самодійської (самоїдської) групи мов уральської мовної сім'ї. 
Ті, хто спілкувався південним діалектом камасинської мови койбали (хойбал), утворювали окремий анклав південніше основної маси камасинців, у Саянах, в басейнах річок Кебеж, Абакан, Туба, Оя, Амил, Кандата, Шадатьа. 
На початку XX століття найзначніші матеріали з камасинської мови (в тому числі й фольклорні тексти) зібрав фінський лінгвіст К. Доннер. Дослідниками камасинської мови були також М. Кастрен, А. Я. Тугаринов. 1963 року експедиція Уральського університету під керівництвом О. К. Матвєєва виявила в селі Абалаково старих людей, які ще пам'ятали камасинську мову.  Остання з цих людей — Клавдія Плотнікова, померла 1989 року у віці 94 років. В 1960 — 1970 з ними працював естонський лінгвіст Аго Кюннап. 
Лінгвістам вдалося записати близько 1500 слів камасинської мови.